# Alfred Hackman (Archäologe)
Alfred „Alf“ Leopold Fredrik Hackman (14. Oktober 1864 in Wyborg, Großfürstentum Finnland, Russisches Kaiserreich – 16. Januar 1942 Helsingfors, Finnland) war ein finnischer Archäologe, Fotograf und Professor.

## Leben
Alfred Hackman wurde geboren als Sohn von Woldemar Hackman (1831–1871) und dessen Frau Emilie Hackman, geborene Krohn (1841–1922). Er war ein Bruder des Geologen Victor Hackman und des Folkloristen Oskar Hackman.
Hackman studierte Archäologie an der Universität Helsinki und wurde 1905 promoviert. Von 1919 bis 1932 war er Kurator der Prähistorischen Abteilung des Finnischen Nationalmuseums. 1925 wurde er Professor. Von den späten 1890er bis in die 1930er Jahre fotografierte er bei archäologischen Ausgrabungen. Von 1901 bis 1904 war er in Helsinki Mitglied des Amatörfotografklubben (AFK).

## Mitgliedschaften
- Kungliga Vitterhets Historie och Antikvitets Akademien
- 1896 korrespondierendes Mitglied der Gesellschaft für Geschichte und Altertumskunde der Ostseeprovinzen Russlands

## Werke
- Die Bronzezeit Finnlands., S. 354–420, in: Suomen Muinaismuistoyhdistyksen aikakauskirja., Suomalaisen Kirjallisuuden Seuran Kirjapainossa, 1897[2]
- Vorgeschichtliche Altertümer aus Finnland,  photographische Taf. aus dem Histor. Museum des Staates in Helsingfors : Katalog, [Helsingfors] : [Tilgmann], 1900. (mit H J Heikel)[3]
- Die ältere Eisenzeit in Finnland. F. Tilgmanns Buch- und Steindruckerei, Helsinki 1905. (online)
- Die Emailfibel von Wärilä im Kirchspiel Pälkäne., in: J. R. Aspelin: J.R.: Aspelinille omistettu., Helsinki, K.F. Puromiehen Kirjapaino O.-Y., 1912.[4]
- Ein Opferfund der Völkerwanderungszeit in Finland. In: Finland. Opuscula Archaeologica Oscari Montelio septuagenario dicata. S. 299–316, Holmiae in aedibus J. Haeggstroemii 1913.[5][6]